# Европско првенство у атлетици на отвореном 1962 — бацање диска за жене
Такмичење у бацању диска у женској конкуренцији на 7. Европском првенству у атлетици 1962. одржано је 15. септембра у Београду на стадиону ЈНА.
Титулу освојену у Стокхолму 1958, одбранила је Тамара Прес из СССР-а.

## Земље учеснице
Учествовало је 18 такмичарки из 10 земаља. 
1. Аустрија (1)
2. Бугарска (2)
3. Грчка (1)
4. Мађарска (2)
5. Немачка (3)
6. Пољска (2)
7. Румунија (1)
8. Совјетски Савез (3)
9. Уједињено Краљевство (2)
10. Чехословачка (2)

## Рекорди
| Рекорди пре почетка Европског првенства 1962.     | Рекорди пре почетка Европског првенства 1962. | Рекорди пре почетка Европског првенства 1962. | Рекорди пре почетка Европског првенства 1962. | Рекорди пре почетка Европског првенства 1962. | Рекорди пре почетка Европског првенства 1962. |
| ------------------------------------------------- | --------------------------------------------- | --------------------------------------------- | --------------------------------------------- | --------------------------------------------- | --------------------------------------------- |
| Светски рекорд                                    | Тамара Прес                                   | СССР                                          | 58,98                                         | Лондон, Уједињено Краљевство                  | 20. септембар 1961.                           |
| Европски рекорд                                   | Тамара Прес                                   | СССР                                          | 58,98                                         | Лондон, Уједињено Краљевство                  | 20. септембар 1961.                           |
| Рекорди европских првенстава                      | Тамара Прес                                   | СССР                                          | 52,32                                         | Стокхолм, Шведска                             | 22. август 1958.                              |
| Рекорди после завршетка Европског првенства 1962. |                                               |                                               |                                               |                                               |                                               |
| Рекорди европских првенстава                      | Тамара Прес                                   | СССР                                          | 56,91                                         | Београд, Југославија                          | 15. септембар 1962.                           |

## Освајачи медаља
|                  |                     |                       |
| Тамара Прес СССР | Дорис Милер Немачка | Јолан Кончек Мађарска |

## Сатница
| Датум               | Време | Ниво          |
| ------------------- | ----- | ------------- |
| 15. септембар 1962. | 9:00  | Квалификације |
| 15. септембар 1962. | 15:30 | Финале        |

## Квалификациона норма
| ??? м |

## Резултати

### Квалификације
Квалификациона норма за улазак у финале била 48,00 м (КВ), коју су прескочиле 12 такмичарки.
| Пласман | Атлетичарка          | Земља                | Резултат | Белешке |
| ------- | -------------------- | -------------------- | -------- | ------- |
| 1.      | Тамара Прес          | СССР                 | 51,27    | КВ      |
| 2.      | Kriemhild Hausmann   | Немачка              | 50,70    | КВ      |
| 3.      | Нина Пономарева      | СССР                 | 50,16    | КВ      |
| 4.      | Јолан Кончек         | Мађарска             | 49,74    | КВ      |
| 5.      | Штепанка Мертова     | Чехословачка         | 49,51    | КВ      |
| 6.      | Дорис Милер          | Немачка              | 49,26    | КВ      |
| 7.      | Јирина Немцова       | Чехословачка         | 48,92    | КВ      |
| 8.      | Verzhinia Mikhailova | Бугарска             | 48,67    | КВ      |
| 9.      | Zyta Mojek           | Пољска               | 48,46    | КВ      |
| 10.     | Антонина Золотухина  | СССР                 | 48,28    | КВ      |
| 11.     | Јудит Богнар         | Мађарска             | 48,26    | КВ      |
| 12.     | Kazimiera Rykowska   | Пољска               | 48,14    | КВ      |
| 13.     | Дорли Хофрицхтер     | Аустрија             | 45,80    |         |
| 14.     | Лиа Манолиу          | Румунија             | 45,02    |         |
| 15.     | Suzanne Allday       | Уједињено Краљевство | 43,66    |         |
| 16.     | Софија Лериоу        | Грчка                | 41,25    |         |
| 17.     | Ваниа Велева         | Бугарска             | 39,88    |         |
|         | Hella Ulbricht       | Немачка              | БП       |         |

### Финале
| Пласман | Атлетичарка          | Држава       | Време | Белешке |
| ------- | -------------------- | ------------ | ----- | ------- |
|         | Тамара Прес          | СССР         | 56,91 | РЕП     |
|         | Дорис Милер          | Немачка      | 53,60 |         |
|         | Јолан Кончек         | Мађарска     | 52,82 |         |
| 4       | Антонина Золотухина  | СССР         | 51,78 |         |
| 5       | Јирина Немцова       | Чехословачка | 51,58 |         |
| 6.      | Нина Пономарева      | СССР         | 51,03 |         |
| 7.      | Kriemhild Hausmann   | Немачка      | 50,16 |         |
| 8.      | Штепанка Мертова     | Чехословачка | 49,15 |         |
| 9.      | Kazimiera Rykowska   | Пољска       | 48,00 |         |
| 10.     | Verzhinia Mikhailova | Бугарска     | 47,91 |         |
| 11.     | Zyta Mojek           | Пољска       | 47.61 |         |
| 12.     | Јудит Богнар         | Мађарска     | 47,12 |         |